# George Bryan (Politiker)

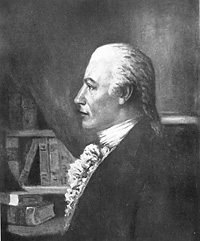
George Bryan

George Bryan (* 1731 in Dublin, Irland; † 27. Januar 1791) war ein irisch-amerikanischer Politiker. Im Jahr 1778 war er amtierender Präsident von Pennsylvania.

## Werdegang
Das genaue Geburtsdatum sowie der Sterbeort von George Bryan sind unbekannt. Im Jahr 1752 wanderte Bryan in die damals britischen Kolonien in Amerika aus. Er ließ sich in Philadelphia in der Province of Pennsylvania nieder, wo er zusammen mit seinem Vater geschäftlich tätig wurde. Diese Partnerschaft zerbrach zwar schon bald, aber der junge George wurde danach ein erfolgreicher Kaufmann im Import- und Exportgeschäft. Er war auch aktiv in der Presbyterianischen Kirche, in der er in den 1750er und 1760er Jahren zwischen zwei gegensätzlichen Fraktionen vermittelte.
Bryan war schon früh ein Anhänger der Unabhängigkeitsbewegung. Schon im Jahr 1765 trat er aktiv gegen das Stempelgesetz auf, was zu seinem zwischenzeitlichen finanziellen Ruin führte, da er sich einem Handelsboykott anschloss. Anfang der 1770er Jahre hielt er sich politisch wegen seines damals angeschlagenen Gesundheitszustandes etwas zurück. Nach der Verabschiedung der Verfassung von Pennsylvania wurde er am 5. März 1777 zum ersten Vizepräsidenten des damals unabhängigen Staates gewählt. Damit war er der Vertreter von Thomas Wharton. Dieses Amt entsprach dem späteren Amt des Vizegouverneurs. Nach dem Tod von Wharton übernahm Bryan entsprechend der Verfassung am 23. Mai 1778 das Präsidentenamt. Sein offizieller Titel war damals in Pennsylvania umstritten. Dabei ging es um verfassungsrechtliche Fragen der Art, ob er nun regulärer oder nur amtierender (acting) Präsident sein solle. Andere Politiker wollten ihm nicht einmal diesen Titel zugestehen und titulierten ihn weiterhin als Vizepräsidenten. Das erinnert an die späteren Diskussionen um Präsident John Tyler, der 1841 dem verstorbenen William H. Harrison nachfolgte, und dessen Status damals ebenfalls umstritten war. In jedem Fall war er zwischen dem 23. Mai 1778 und dem 1. Dezember 1778 Staatsoberhaupt von Pennsylvania.
Im Juni 1778 kehrte die Regierung Pennsylvanias von Lancaster nach Philadelphia zurück, das sie neun Monate zuvor fluchtartig vor den anrückenden Briten verlassen hatte. Zu dieser Zeit war der Unabhängigkeitskrieg noch in vollem Gange. Am 1. Dezember 1778 wurde Bryan bei den Präsidentschaftswahlen in Pennsylvania klar von Joseph Reed geschlagen, aber er wurde erneut zum Vizepräsidenten gewählt. Dieses Amt übte er bis zu seinem Rücktritt am 11. Oktober 1779 aus. Danach war er Richter am Obersten Gerichtshof und wurde Mitglied der Generalversammlung dieses Staates. Bryan war ein früher Gegner der Sklaverei. Im Jahr 1787 war er gegen die Ratifizierung der Verfassung der Vereinigten Staaten, weil er das Zwei-Kammersystem mit Repräsentantenhaus und Senat nicht für gut hielt. Bryan war auch Kurator der University of Pennsylvania. Von 1779 bis 1788 war er Schatzmeister des Kuratoriums.
Er war gewähltes Mitglied der American Philosophical Society.